# Chaîne de Cunningham
Pour les articles homonymes, voir Cunningham.
En mathématiques, une chaîne de Cunningham est une certaine suite de nombres premiers. Les chaînes de Cunningham furent nommées en l'honneur du mathématicien Allan Cunningham (1842-1928).
Une chaîne de Cunningham de première espèce est une suite de nombres premiers {\displaystyle (p_{1},\ldots ,p_{n})} telle que pour tout {\displaystyle 1\leq i\leq n}, {\displaystyle p_{i+1}=2p_{i}+1}. (Chacun des termes d'une telle chaîne excepté le dernier d'entre eux est un nombre premier de Sophie Germain). De manière similaire, une chaîne de Cunningham de deuxième espèce est une suite de nombres premiers {\displaystyle (p_{1},\ldots ,p_{n})} tels que pour tout {\displaystyle 1\leq i\leq n}, {\displaystyle p_{i+1}=2p_{i}-1}.
Les chaînes de Cunningham sont aussi généralisées en suites de nombres premiers {\displaystyle (p_{1},\ldots ,p_{n})} telles que pour tout {\displaystyle 1\leq i\leq n}, {\displaystyle p_{i+1}=ap_{i}+b} pour des entiers premiers entre eux fixés {\displaystyle a,b} ; les chaînes résultantes sont appelées chaînes de Cunningham généralisées.
Une chaîne de Cunningham est dite complète si elle ne peut pas être étendue davantage, c'est-à-dire s'il n'existe aucun nombre premier qui pourrait suivre le dernier terme de la chaîne, ou précéder le premier.

## Exemples
Exemples de chaînes complètes de Cunningham du premier type :
{\displaystyle 2,5,11,23,47} (le nombre suivant serait {\displaystyle 95} mais n'est pas premier).
{\displaystyle 3,7} (le nombre suivant serait {\displaystyle 15} mais n'est pas premier).
{\displaystyle 29,59} (le nombre suivant serait {\displaystyle 119=7\times 17} ).
{\displaystyle 41,83,167} (le nombre suivant serait {\displaystyle 335}).
{\displaystyle 89,179,359,719,1439,2879} (le nombre suivant serait {\displaystyle 5759=13\times 443}).
Le record actuel est une chaîne de {\displaystyle 14} nombres.[réf. nécessaire]
Exemples de chaînes complètes de Cunningham du deuxième type :
{\displaystyle 2,3,5} (le nombre suivant serait {\displaystyle 9} mais n'est pas premier).
{\displaystyle 7,13} (le nombre suivant serait {\displaystyle 25}).
{\displaystyle 19,37,73} (le nombre suivant serait {\displaystyle 145}).
{\displaystyle 31,61} (le nombre suivant serait {\displaystyle 121=11^{2}}).
Le record actuel est une chaîne de {\displaystyle 16} nombres.[réf. nécessaire]